# Paraphlepsius incisus
Paraphlepsius incisus är en insektsart som beskrevs av Van Duzee 1892. Paraphlepsius incisus ingår i släktet Paraphlepsius och familjen dvärgstritar. Inga underarter finns listade i Catalogue of Life.